# Skenella
Skenella is een geslacht van weekdieren uit de klasse van de Gastropoda (slakken).

## Soorten
- Skenella castanea (Laseron, 1950)
- Skenella conica (Kay, 1979)
- Skenella edwardiensis (Watson, 1886)
- Skenella georgiana Pfeffer, 1886
- Skenella hallae Ponder & Worsfold, 1994
- Skenella paludinoides (E. A. Smith, 1902)
- Skenella pfefferi Suter, 1909
- Skenella ponderi (Kay, 1979)
- Skenella porcellana (Ponder & Yoo, 1981)
- Skenella sinapi (Watson, 1886)
- Skenella spadix (Ponder, 1965)
- Skenella translucida (Ponder & Yoo, 1981)
- Skenella umbilicata Ponder, 1983
- Skenella voorwindei (Ponder & Yoo, 1981)
- Skenella wareni Ponder & Worsfold, 1994
- Skenella westralis (Ponder & Yoo, 1981)